# Gordonia moaensis
Gordonia moaensis là một loài thực vật có hoa trong họ Theaceae. Loài này được (Vict.) H.Keng mô tả khoa học đầu tiên năm 1980.